# バイス (映画)
『バイス』（原題：Vice）とは、2018年のアメリカ合衆国の伝記映画。第43代アメリカ合衆国大統領ジョージ・W・ブッシュの下で副大統領を務め、「アメリカ史上最強で最凶の副大統領」と呼ばれたディック・チェイニーを描いている。監督はアダム・マッケイ、主演はクリスチャン・ベールが務めた。

## 概説
ディック・チェイニーはジョージ・W・ブッシュの下で副大統領を務め、心臓の持病を抱えながらも、「史上最強の副大統領」「影の大統領」と評されるほどの影響力を発揮した。チェイニーの影響は今日の国際秩序にも及んでいる。その一方で、チェイニーは「史上最悪の副大統領」と指弾されることもあり、毀誉褒貶が著しい人物であると言える。本作はそんなチェイニーの実像を描き出す一つの試みである。
原題の「VICE」は、単独では「悪」「悪習」「悪徳」などの意味であるが、接頭語として「VICE」を用い、「vice-president（vice president、ヴァイスプレジデント）」とすると「副社長」「副理事長」および「副大統領」の意味となる。

## あらすじ
この映画の語り部は、アフガニスタン戦争とイラク戦争に従軍した架空の退役軍人であるカートによって演じられる。
2001年9月11日。アメリカ同時多発テロ発生時に大統領はホワイトハウスにおらず、指揮を取ったのは副大統領のディック・チェイニーだった。それまでのお飾りの副大統領とは違い、チェイニーはその後のアフガニスタン紛争でも多大な影響力を発揮して行く。彼はどのようにして、この地位に登り詰めたのか。
1963年。ディック・チェイニーは恋人で成績優秀なリンに勉強を教わり名門イェール大学に入学したが深酒とケンカ三昧で退学処分となった。60年代は女性が活躍できる時代ではなかった為に、ディックを鼓舞して立ち直らせるリン。1969年、ディック・チェイニーはニクソン政権下のホワイトハウスでインターンとなり、権力に身を捧げるという天職を見つけた。
ニクソン大統領の経済顧問ラムズフェルドの下で働き、チェイニーはキッシンジャーがニクソンとカンボジアへの秘密爆撃について話し合っていると漏れ聞いた。それは議会の承認を得ない独断であり、行政府の真の力を見せつけられるチェイニー。
ラムズフェルドの攻撃的な態度は、ラムズフェルドとチェイニーをニクソンから遠ざけた。しかし、その結果2人はウォーターゲート事件に関わらず、ニクソン大統領辞任後に、チェイニーは後任のフォード大統領の首席補佐官に昇進し、ラムズフェルドは国防長官の座を手に入れた。
首席補佐官在任中、若きアントニン・スカリア（のちの連邦最高裁判事）がチェイニーに「一元的行政府理論」（注：大統領が憲法第２条により連邦政府の各省庁全てを一元的に掌握、指示を出来るとするトップダウンによる独裁的政治を可能とする理論）を紹介する。以降、「一元的行政府理論」に傾倒して行くチェイニー。
フォード大統領が1976年の大統領選挙でカーターに負けると、共和党員のチェイニーはワイオミング州から連邦下院議員に立候補する。ぎこちなくカリスマ性の無い選挙演説を行った後、初めての心臓発作を起こすチェイニー。チェイニーの妻となり2児の娘の母でもあるリンは夫に代わって鮮やかに選挙運動を行い、そのお陰でチェイニーは当選する。
レーガン政権時代、チェイニーは化石燃料産業に有利となる多くの保守的で企業寄りの政策を支持し、連邦通信委員会の公平原則の廃止も支持した。これが保守的・共和党寄りのFOXニュースや保守系トークラジオの台頭に繋がり、米国における政党の二極化が昂進された。
チェイニーは次に湾岸戦争中にジョージ・H・W・ブッシュ大統領の下で国防長官を務める。家庭問題では、当時まだ問題視されていたレズビアンだとカミングアウトした次女メアリーを受け入れるチェイニーとリン。チェイニーは大統領に立候補する野心を抱いたが、世論の支持を得られず、メアリーをメディアの標的にしないために公の場からの引退を決意する。
チェイニーは大企業ハリバートン社のCEOとなり、リンはゴールデン・レトリバーのブリーダーと本の執筆で裕福に暮らした…と、映画は一旦エンドクレジットを流し始める。しかし、ある日、チェイニーの元に一本の電話が掛かって来た。41代大統領である「父ブッシュ」の息子のジョージ・W・ブッシュが2000年の米国大統領選挙に共和党から立候補し、チェイニーに副大統領候補となるよう依頼して来たのだ。
「父ブッシュ」の恩には報いたいが、今までのようなお飾りの副大統領には興味のないチェイニーとリン。チェイニーは、ブッシュが行政上の責任をチェイニーに委任し、同性愛者の権利拡大に反対する共和党の姿勢にチェイニーを巻き込まないという条件で同意する。
ブッシュは第43代大統領に就任し、チェイニーは副大統領として、ラムズフェルド国防長官、「一元的行政府理論」を信奉する法律顧問のデイヴィッド・アディントンらと共に主要な外交政策と国防に関する決定を管轄する。上院・下院、CIAなどにも執務室を持って行政権を拡大したチェイニーは、メディアの力で世論を操作し次々と政策を通していった。
2001年9月11日の同時多発テロを受け、混乱の最中に法律顧問と「一元的執政府」について話し合うチェイニー。犯行はアフガニスタンのアルカイダによるものであり、イラクは関係ないとの政府見解であったが、チェイニーとラムズフェルドは、アフガニスタンとイラクへの米国の侵攻を画策する。
大統領を差し置いて、あらゆる情報を収集したチェイニーは、「一元的執政府」を推し進め、法を書き換え拡大解釈して全ての国民の電話やメールを監視し、拷問に正当性を与え、大統領に無限の「一元的執政府」が認められる、いわゆる「拷問メモ」が作成された。
アフガン攻撃に続き、フセインフが大量破壊兵器を持っているとの情報を根拠にイラク攻撃を開始する多国籍軍。フセイン親子は処刑されたが、イラクから大量破壊兵器は見つからなかった。チェイニーの行動は数十万人の死者とイラクのイスラム国（IS）の台頭に繋がり、その結果、ブッシュ政権の終わりまでにチェイニーの支持率は記録的な低さとなって、アメリカはオバマ大統領の時代を迎えた。
数年後、再び心臓発作を起こして死を覚悟するチェイニー。映画の語り部である退役軍人のカートが交通事故で死亡し、その心臓が移植されてチェイニーは生還した。
長女のリズが上院選に立候補したが妹の同性愛がネックとなって落選し、チェイニー一家の絆に綻びが出始めた頃、世の中では銃乱射事件など殺伐とした事件が続き、米兵の自殺率は31%上昇した。それでも二度目の心臓手術を受けて生き延びるチェイニー。長女リズは2016年に連邦下院議員として当選した。
テレビのインタビュー番組に出演するチェイニー。アメリカ国民の3分の２はイラク戦争は無駄だと言っていると問われたチェイニーは、インタビュアーを無視してカメラに向き直り、自分のキャリアの中で行ったことに何一つ後悔はない。同時多発テロで3千人が焼け死んだ。私は選挙で選ばれ、国民に仕え、するべきことをしていると鼻息荒く独白した。
エンドクレジットの中ほどで、この映画を評価する市民ミーティングの最中に、映画の主旨やドナルド・トランプ政権について殴り合う者もいれば、『ワイルド・スピード』の最新作が楽しみと隣りに耳打ちするメンバーもいる場面で映画は終る。

## キャスト
※括弧内は日本語吹替
- ディック・チェイニー - クリスチャン・ベール（宮内敦士）
  - 17歳のディック・チェイニー - アレックス・マクニコル
  - 12歳のディック・チェイニー - エイダン・ゲイル
- リン・チェイニー - エイミー・アダムス（中村千絵）
  - 17歳のリン・チェイニー - ケイリー・スピーニー
  - 12歳のリン・チェイニー - カロリーナ・ケネディ・デュレンス
- ドナルド・ラムズフェルド - スティーヴ・カレル（岩崎ひろし）
- ジョージ・W・ブッシュ - サム・ロックウェル（家中宏）
- メアリー・チェイニー - アリソン・ピル
  - 5歳のリズ・チェイニー - コリース・ハーガー
- ポール・ウォルフォウィッツ - エディ・マーサン
- スクーター・リビー - ジャスティン・カーク
- コンドリーザ・ライス - リサ・ゲイ・ハミルトン
- カート / ナレーター - ジェシー・プレモンス
- ジェラルド・フォード - ビル・キャンプ
- デヴィッド・アディントン（英語版） - ドン・マクマナス（英語版）
- リズ・チェイニー - リリー・レーブ
  - 8歳のリズ・チェイニー - ヴァイオレット・ヒックス
- ウェイン・ヴィンセント - シェー・ウィガム（中村和正）
- ジョージ・テネット - スティーブン・アドリー・ギアギス（英語版）
- コリン・パウエル - タイラー・ペリー（早川毅）
- メアリー・マタリン（英語版） - カミラ・ハーマン
- カレン・ヒューズ - ジリアン・アルメナンテ（英語版）
- アントニン・スカリア - マシュー・ジェイコブズ（英語版）
- トレント・ロット - ポール・ペリ（英語版）
- エドナ・ヴィンセント - フェイ・マスターソン
- ヘンリー・キッシンジャー - カーク・ボヴィル（英語版）
- ジョージ・H・W・ブッシュ - ジョン・ヒルナー
- レストランのウェイター - アルフレッド・モリーナ（ノンクレジット）
- FOXニュースのキャスター - ナオミ・ワッツ（ノンクレジット）

## 製作
2016年11月22日、パラマウント映画がディック・チェイニーの伝記映画の製作を始めており、アダム・マッケイを監督に起用する方針であると報じられた。2017年4月、クリスチャン・ベールがチェイニー役に起用された。ベールは役作りのために体重を40ポンド（約18kg）増量した。8月22日、ビル・プルマンのキャスト入りが報じられ、本作のタイトルが『Backseat』に決まったとの報道があった。同月31日、サム・ロックウェルとステファニア・ラヴィー・オーウェンの出演が決まったと報じられた。同年9月、アダム・バートリーが本作に出演することになった。同月下旬、本作の主要撮影が始まった。同年10月、リリー・レイブとタイラー・ペリーがキャスト入りした。

## 公開
本作は当初、2018年12月14日に全米公開される予定だった。2018年9月、アンナプルナ・ピクチャーズは本作のタイトルを『Backseat』から『Vice』に変更し、2018年12月25日に全米公開すると発表した。
2018年10月3日、本作の予告編が公開された。

## 興行収入
本作は『俺たちホームズ&ワトソン』と同じ週に封切られ、公開初週末に700万ドル前後を稼ぎ出すと予想されていたが、その予想は的中した。2018年12月25日、本作は全米2442館で公開され、公開初週末に776万ドルを稼ぎ出し、週末興行収入ランキング初登場6位となった。

## 評価
本作は批評家から好意的に評価されている。映画批評集積サイトのRotten Tomatoesには201件のレビューがあり、批評家支持率は64%、平均点は10点満点で6.7点となっている。サイト側による批評家の見解の要約は「『バイス』には焦点が定まっていないきらいがあるが、アダム・マッケイ監督は物事の核心を掴んでいる。また、クリスチャン・ベールの変身ぶりは観客の目を釘付けにするものである」というものである。また、Metacriticには47件のレビューがあり、加重平均値は61/100となっている。なお、本作のCinemaScoreはC+となっている。

### ノミネート・受賞
| 賞                                 | 発表日         | カテゴリ                                | 対象者 | 結果       | 出典          |
| ---------------------------------- | -------------- | --------------------------------------- | --- | ---------- | ------------- |
| デトロイト映画批評家協会賞         | 2018年12月3日  | 監督賞                                  | アダム・マッケイ | 受賞       | [ 26 ] [ 27 ] |
| デトロイト映画批評家協会賞         | 2018年12月3日  | 主演男優賞                              | クリスチャン・ベール                                                                                                  | ノミネート | [ 26 ] [ 27 ] |
| デトロイト映画批評家協会賞         | 2018年12月3日  | 助演女優賞                              | エイミー・アダムス | ノミネート | [ 26 ] [ 27 ] |
| デトロイト映画批評家協会賞         | 2018年12月3日  | 脚本賞                                  | アダム・マッケイ | 受賞       | [ 26 ] [ 27 ] |
| デトロイト映画批評家協会賞         | 2018年12月3日  | アンサンブル演技賞                      | | 受賞       | [ 26 ] [ 27 ] |
| ニューヨーク映画批評家オンライン賞 | 2018年12月9日  | 作品賞トップ10                          | | 入選       | [ 28 ]        |
| ユタ映画批評家協会賞               | 2018年12月17日 | 主演男優賞                              | クリスチャン・ベール                                                                                                  | 次点       | [ 29 ]        |
| ネバダ映画批評家協会賞             | 2018年12月19日 | 主演男優賞                              | クリスチャン・ベール                                                                                                  | 受賞       | [ 30 ]        |
| ゴールデングローブ賞               | 2019年1月6日   | 作品賞 (ミュージカル・コメディ部門)     | アダム・マッケイ、ブラッド・ピット、デデ・ガードナー、ケヴィン・J・メシック、ジェレミー・クライナー、ウィル・フェレル | ノミネート | [ 31 ] [ 32 ] |
| ゴールデングローブ賞               | 2019年1月6日   | 監督賞                                  | アダム・マッケイ | ノミネート | [ 31 ] [ 32 ] |
| ゴールデングローブ賞               | 2019年1月6日   | 主演男優賞 (ミュージカル・コメディ部門) | クリスチャン・ベール                                                                                                  | 受賞       | [ 31 ] [ 32 ] |
| ゴールデングローブ賞               | 2019年1月6日   | 助演男優賞                              | サム・ロックウェル | ノミネート | [ 31 ] [ 32 ] |
| ゴールデングローブ賞               | 2019年1月6日   | 助演女優賞                              | エイミー・アダムス | ノミネート | [ 31 ] [ 32 ] |
| ゴールデングローブ賞               | 2019年1月6日   | 脚本賞                                  | アダム・マッケイ | ノミネート | [ 31 ] [ 32 ] |